# 丹平写真倶楽部
丹平写真倶楽部（たんぺいしゃしんくらぶ）とは、浪華写真倶楽部のメンバーの一部で結成されたアマチュア写真家による団体。

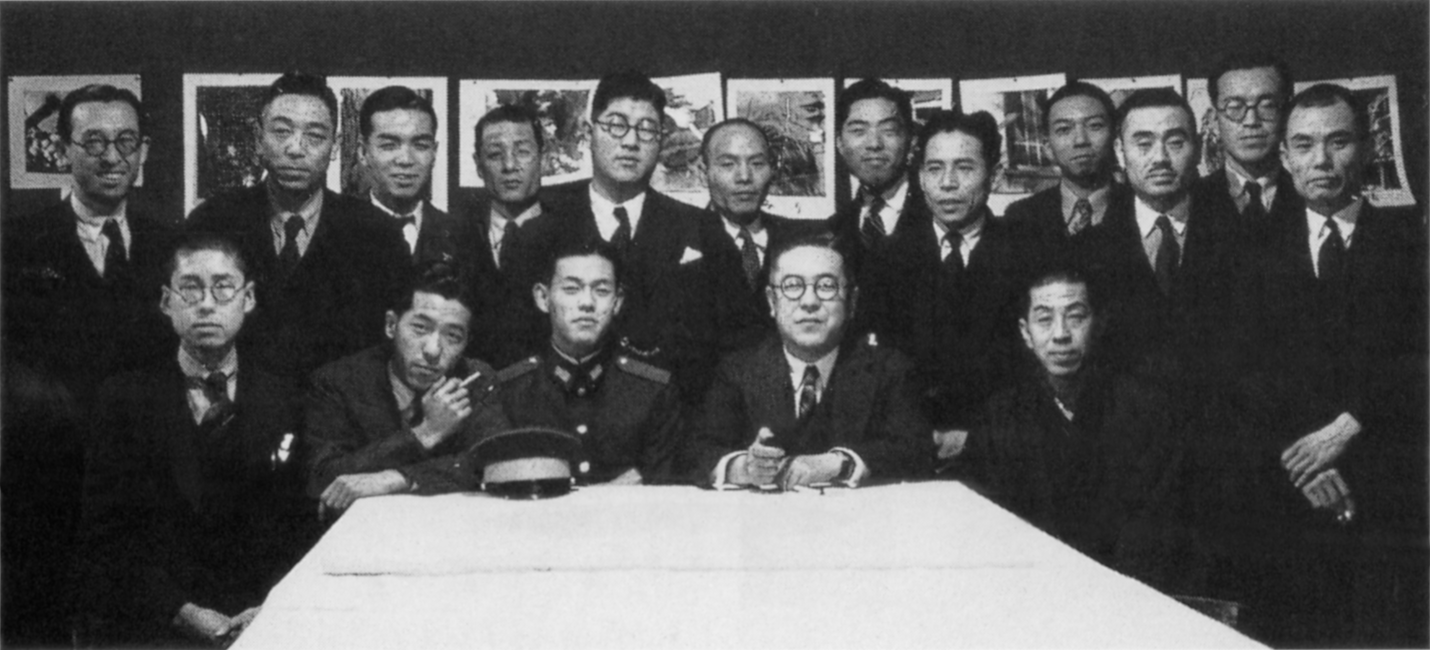
丹平写真倶楽部のメンバー (1938年〈昭和13年〉か1939年〈昭和14年〉)。中央の眼鏡をかけて座っている人物が安井仲治

丹平写真倶楽部は、1930年（昭和5年）に大阪市南区（現在の中央区）心斎橋2丁目に存在した建物「丹平ハウス」（丹平商会所有）内で開設された。丹平ハウスは1階のハイカラな喫茶ソーダファウンテンでよく知られ、倶楽部の結成の元となった「丹平薬局写真材料部」には多くの写真家らが集った。同じ建物内には赤松麟作の洋画研究所もあり、当時の先端的な文化スポットであった。
上田備山を中心に結成。のちに安井仲治も参加し、中心メンバーとなる。他の主要なメンバーには、河野徹、椎原治、平井輝七、本庄光郎、棚橋紫水、川崎亀太郎、天野龍一、手塚粲（漫画家の手塚治虫の父）ら。
関西写真画壇の「丹平」と「浪華」には共通したメンバーが多く、一般に「丹平」は「浪華」の弟分とみなされていた。浪華に比べて、よりストレートフォトグラフィで前衛的な写真を志向した。1935年（昭和10年）からは丹平写真倶楽部は毎年のように東京で展覧会を開催し、戦後も活動を継続した。
1946年（昭和21年）に和田生光、木村勝正らが京都に京都丹平設立。
1953年（昭和28年）に棚橋紫水、河野徹、木村勝正、佐保山尭海、和田生光、岩宮武二、堀内初太郎、玉井瑞夫の8人がシュピーゲル写真家協会を発足させ分派。

## 主要文献
- 丹平写真倶楽部による十周年記念写真集『光』／1940年（昭和15年）刊行／国書刊行会から2006年（平成18年）に復刻
  - 以下、収録作品
  - 1. 構成・・・岩浅貞雄（Structure, Sadao IWASA）
  - 2. 惜春・・・岩浅貞雄（Missing Spring, Sadao IWASA）
  - 3. 風景・・・岩浅貞雄（Scenery, Sadao IWASA）
  - 4. ブレスト・・・椎原治（Breasts, Osamu SHIIHARA）
  - 5. コンポジシヨン・・・椎原治（Composition, Osamu SHIIHARA）
  - 6. 卵・・・椎原治（Egg, Osamu SHIIHARA）
  - 7. 大空・・・黒川勝（The Sky, Masaru KUROKAWA）
  - 8. 風景・・・木本繁登（Scenery, Shigeto KIMOTO）
  - 9. 棘・・・木本繁登（Prickles, Shigeto KIMOTO）
  - 10. PHANTOM・・・手塚粲（Phantom, Yutaka TEZUKA）
  - 11. 望郷・・・手塚粲（Homesick, Yutaka TEZUKA）
  - 12. 叢・・・大橋淸郷（Grassland, Seigo OHASHI）
  - 13. SOUVENIR・・・大橋淸郷（Souvenir, Seigo OHASHI）
  - 14. 磯・・・徳田誠一郎（Foundation, Seiichiro TOKUDA）
  - 15. 中庭・・・徳田誠一郎（Courtyard, Seiichiro TOKUDA）
  - 16. 星・・・垣本紀一（Star, Kiichi KAKIMOTO）
  - 17. 蘭・・・垣本紀一（Orchid, Kiichi KAKIMOTO）
  - 18. 雲・・・垣本紀一（Clouds, Kiichi KAKIMOTO）
  - 19. 五月・・・大澤芳雄（May, Yoshio OHSAWA）
  - 20. 冬・・・田中嘉美（A Winter Day, Yoshimi TANAKA）
  - 21. 雪・・・小野進（Snow, Susumu ONO）
  - 22. マヌカン・・・川崎亀太郎（Mannequins, Kametaro KAWASAKI）
  - 23. 聖火・・・川崎亀太郎（Sacred Torch, Kametaro KAWASAKI）
  - 24. 梧桐・・・川崎亀太郎（Chinese Parasols, Kametaro KAWASAKI）
  - 25. 春・・・酒井正雄（Spring, Masao SAKAI）
  - 26. 惜春・・・山本楠三（Passage of Spring, Nanzo YAMAMOTO）
  - 27. しほり・・・松尾昇一（Tie-dyed, Syoichi MATSUO）
  - 28. 花・・・木村勝正（Flowers, Katsumasa KIMURA）
  - 29. コンポジシヨン・・・木村勝正（Composition, Katsumasa KIMURA）
  - 30. 裏庭・・・大笹篤太郎（Backyard, Tokutaro OHZASA）
  - 31. 蝿・・・小泉覚之助（A Fly, Kakunosuke KOIZUMI）
  - 32. セロフアン・・・冨士德男（Cellophane, Tokuo FUJI）
  - 33. 白布・・・延永實（White Cloth, Minoru NOBUNAGA）
  - 34. 鶴・・・延永實（Crane, Minoru NOBUNAGA）
  - 35. 湖畔に眠る・・・延永實（Asleep on the Lakeside, Minoru NOBUNAGA）
  - 36. キヤンシー路の夜・・・延永實（Cancy Street at Night, Minoru NOBUNAGA）
  - 37. 弾痕・・・延永實（Bullet Holes, Minoru NOBUNAGA）
  - 38. 翅・・・榎本次郎（Wings, Jiro ENOMOTO）
  - 39. 雪降る日・・・榎本次郎（Snowy Day, Joro ENOMOTO）
  - 40. プロフイル・・・辻田秀雄（Profile, Hideo TSUJITA）
  - 41. カンバス・・・辻田秀雄（Canvas, Hideo TSUJITA）
  - 42. 風景・・・村本平太郎（Scenery, Heitaro MURAMOTO）
  - 43. 微風・・・村本平太郎（Breeze, Heitaro MURAMOTO）
  - 44. 疑心・・・木村喜左衛門（Doubt, Kizaemon KIMURA）
  - 45. 光の奏・・・島吉光（Cadence of Light, Yoshimitsu SHIMA）
  - 46. 無題・・・和佐良顕（No Title, Yoshiaki WASA）
  - 47. 薄暮・・・山田嘉三（Remains of the Day, Yoshizo YAMADA）
  - 48. 哀調・・・中谷眞里（Mournfully, Mari NAKATANI）
  - 49. 或る風景・・・中谷眞里（A View, Mari NAKATANI）
  - 50. 光・・・佐藤巍（Light, Akira SATO）
  - 51. 馬・・・佐藤巍（Horses, Akira SATO）
  - 52. 顔・・・平井輝七（Face, Terushichi HIRAI）
  - 53. 額・・・平井輝七（Forehead, Terushichi HIRAI）
  - 54. オンダン生誕・・・平井輝七（Birth of Ondan, Terushichi HIRAI）
  - 55. 大地・・・平井輝七（Mother Earth, Terushichi HIRAI）
  - 56. 風景・・・泉岡宏信（Scenery, Hironobu IZUMIOKA）
  - 57. 白い野・・・岩佐慶三（White Field, Keizo IWASA）
  - 58. 遁出・・・岩佐慶三（Escape, Keizo IWASA）
  - 59. 手・・・北與一郞（Hands, Yoichiro KITA）
  - 60. 水映狂想曲・・・木村秀爾（Rhapsody: Reflection in Water, Hideji KIMURA）
  - 61. 夢の再生裝置・・・本庄光郎（Re-play Machine of a Dream, Koro HONJO）
  - 62. 民・・・棚橋紫水（The People, Shisui TANAHASHI）
  - 63. 風景（A）・・・棚橋紫水（Scenery A, Shisui TANAHASHI）
  - 64. 風景（B）・・・棚橋紫水（Scenery B, Shisui TANAHASHI）
  - 65. 風景（C）・・・棚橋紫水（Scenery C, Shisui TANAHASHI）
  - 66. 風景・・・中谷哲彰（Scenery, Tetsuaki NAKATANI）
  - 67. 雪庇・・・岩田八郎（Snow Eaves, Hachiro IWATA）
  - 68. フオトグラム（A）・・・音納捨三（Photogram A, Sutezo OTONO）
  - 69. フオトグラム（B）・・・音納捨三（Photogram B, Sutezo OTONO）
  - 70. 丘・・・金澤基雄（Hills, Motoo KANAZAWA）
  - 71. エピローグ・・・金澤基雄（Epilogue, Motoo KANAZAWA）
  - 72. 女（A）・・・寺田保（Woman A, Tamotsu TERADA）
  - 73. 女（B）・・・寺田保（Woman B, Tamotsu TERADA）
  - 74. 女（C）・・・寺田保（Woman C, Tamotsu TERADA）
  - 75. バリケード・・・湯川泰秀（Barricade, Yasuhide YUKAWA）
  - 76. 白日夢・・・湯川泰秀（Dreaming at High Noon, Yasuhide YUKAWA）
  - 77. 叫び・・・湯川泰秀（Scream, Yasuhide YUKAWA）
  - 78. オートグラム・・・天野龍一（Autogram, Ryuichi AMANO）
  - 79. 幻影・・・天野龍一（What the Mind Sees, Ryuichi AMANO）
  - 80. 畠・・・池宮淸二郎（Garden, Seijiro IKEMIYA）
  - 81. 小僧脱走・・・池宮淸二郎（Escape, Seijiro IKEMIYA）
  - 82. EMANATION・・・池宮淸二郎（Emanation, Seijiro IKEMIYA）
  - 83. 海・・・池宮淸二郎（Ocean, Seijiro IKEMIYA）
  - 84. 明暗設計・・・榎本英一（Designing Light and Dark, Eiichi ENOMOTO）
  - 85. 風景・・・榎本英一（Scenery, Eiichi ENOMOTO）
  - 86. 雪・・・榎本英一（Snow, Eiichi ENOMOTO）
  - 87. A畫伯・・・吉川源次郎（Artist A: Genjiro Yoshikawa, Genjiro YOSHIKAWA）
  - 88. 富士・・・天野儀次（Mt. Fuji, Noritsugu AMANO）
  - 89. 曠野・・・天野儀次（Barren Land, Noritsugu AMANO）
  - 90. 朝・・・佐保山春雄（Morning, Haruo SAHOYAMA ）
  - 91. 夕・・・佐保山春雄（Evening, Haruo SAHOYAMA）
  - 92. 水・・・藤井義一郎（Water, Giichiro FUJII）
  - 93. 落陽・・・稲垣利助（Sunset, Risuke INAGAKI）
  - 94. 豫言・・・高田義彦（Prophecy, Yoshihiko TAKADA）
  - 95. 初夏・・・高田義彦（Early Summer, Yoshihiko TAKADA）
  - 96. 秋・・・河野徹（Autumn, Toru KONO）
  - 97. 示威・・・河野徹（Formidable, Toru KONO）
  - 98. 断面・・・河野徹（Cross Section ,Toru KONO）
  - 99. 眠・・・河野徹（Sleep, Toru KONO）
  - 100. 夏の夢・・・梅林佑光（Summer Dream, Yuko UMEBAYASHI）
  - 101. 草の冠・・・梅林佑光（Grass Crowns, Yuko UMEBAYASHI）
  - 102. 杜・・・濱岡弘一（Woodland, Koichi HAMAOKA）
  - 103. 初夏・・・濱岡弘一（Early Summer, Koichi HAMAOKA）
  - 104. 藪・・・生田泰三（Thicket, Yasuzo IKUTA）
  - 105. 廃船・・・竹中正男（Scrapped Vessel, Masao TAKENAKA）
  - 106. 地上・・・安井仲治（Above Ground, Nakaji YASUI）
  - 107. 童子・・・安井仲治（Boy, Nakaji YASUI）
  - 108. 磁力の表情・・・安井仲治（An Expression of Magnetic Force, Nakaji YASUI）
  - 109. 休息・・・上田備山（Taking a Break, Bizan UEDA）
  - 110. 夕餉・・・上田備山（Supper, Bizan UEDA）
  - 111. 歓喜・・・上田備山（Delighted, Bizan UEDA）
    - （注）漢字は、おおむね新字体に変更したが、「澤」、「實」、「濱」、「眞」など、比較的よく使われている字については、旧字体等も用いた。
    - （注）英文は、復刻版の「解説」より。ただし、No.21とNo.86については、日本語タイトルが「雪」であるにもかかわらず英語タイトルが「Clouds」となっていたため、誤記と判断して「Snow」とした。また、No.60については、「Raphsody」とつづりが間違っていたため、訂正した。

## 外部サイト
- ジャパンメモリー1930年
- 丹平製薬
- 丹平写真倶楽部および「光」の紹介